# سرمخروطی معمولی
سرمخروطی معمولی (نام علمی: Leuciscus leuciscus) نام یک گونه از سرده سرمخروطی‌ها است که بیشتر در دریاهای آسیا، اروپا و روسیه زندگی میکند.